# Gaia Cauchi

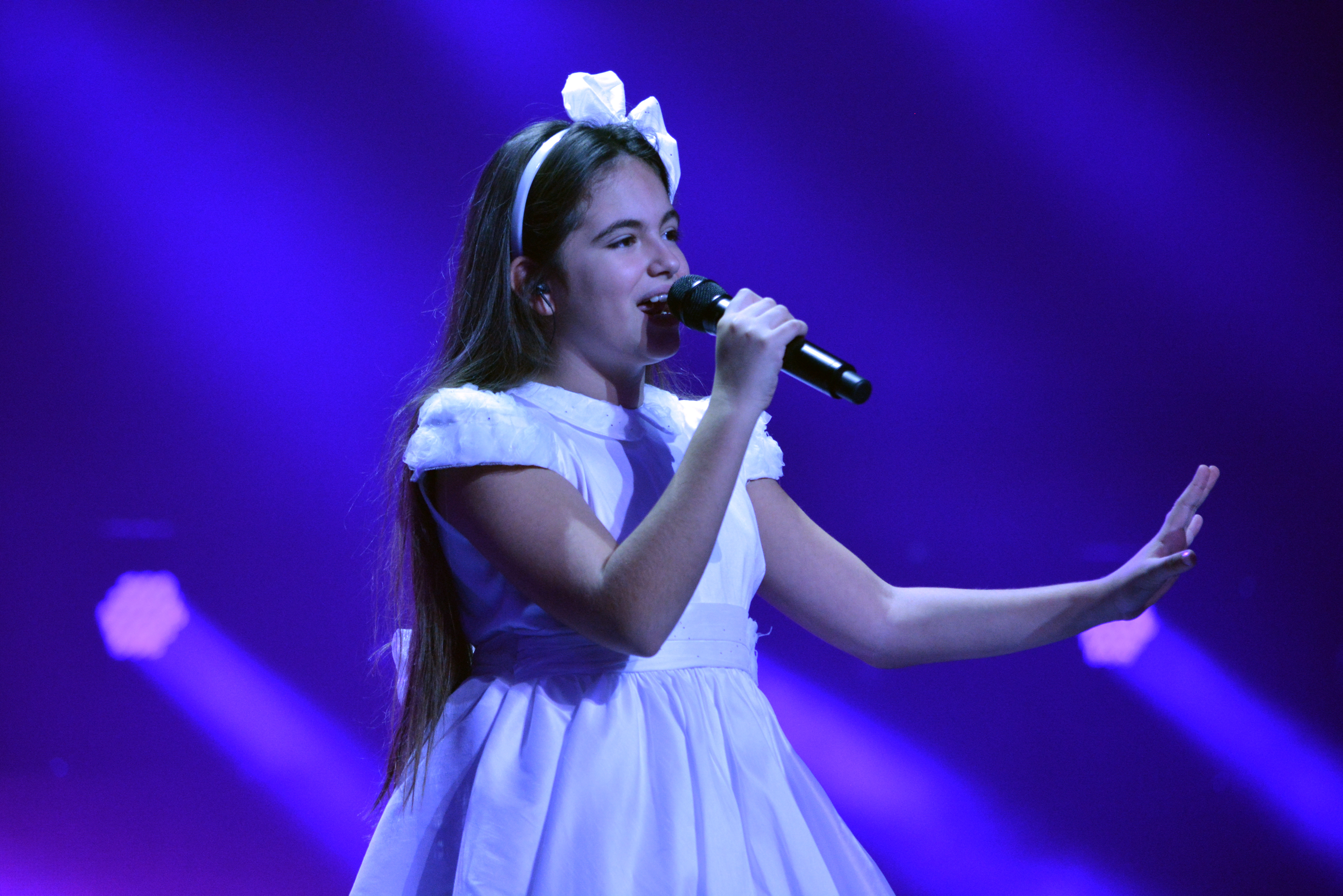
Gaia Cauchi beim Junior Eurovision Song Contest 2013

Gaia Cauchi (* 19. November 2002 in Mġarr) ist eine maltesische Sängerin.

## Leben und Karriere
Cauchi begann bereits im Alter von zweieinhalb Jahren mit dem Gesang, ihr erster Titel hieß „Me And My Teddy“. In den darauffolgenden Jahren nahm sie Gesangsunterricht und bald auch an internationalen Festivals teil. Im Juli 2011 nahm sie in Rom am Wettbewerb Ti lascio una canzone teil und sang unter anderem zusammen mit Alessandra Amoroso, Alex Britti und Little Tony.
Am 25. September 2013 gab Public Broadcasting Services (PBS), der Rundfunk Maltas, bekannt, dass man nach zweijähriger Pause zum Junior Eurovision Song Contest 2013 in Kiew zurückkehren wird, und wählte Gaia Cauchi intern als Vertreterin Maltas aus. Am 18. Oktober 2013 präsentierte sie den Titel The Start zum ersten Mal der Öffentlichkeit. Gaia gewann den Junior Eurovision Song Contest 2013.
Beim Eurovision Song Contest 2014 durfte sie während der Abstimmungsphase ihren JESC-Siegersong a cappella vortragen.
2018 nahm Cauchi an The X Factor UK teil und wurde der Gruppe „Sweet Sense“ zugeteilt. Juror Robbie Williams sandte die Gruppe jedoch während der Judges’ House-Runde nach Hause.

## Diskografie

### Singles
- Noti u Kliem (2012)
- The Start (2013)
- Floating on Air (2014)
- #Together (2014)
- Children of the Future (2014)
- Hey Hello (2017)
- Why Should I? (2019)
- Over You (2020)
- Message (2021)
- Eye for an Eye (2022)
- Kewkba Feġġeja (2022)
- Unlove Me (2022)
- 11:11 (2022)
- Why? (2023)